# Guillaume II de Briouze

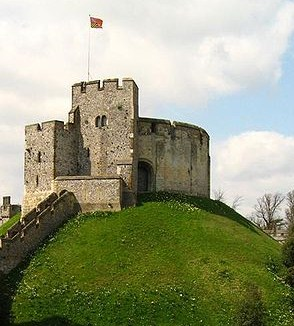
Le château d'Arundel (XIIe siècle). Guillaume de Briouze escorta Mathilde l'Emperesse depuis cette forteresse jusqu'à Bristol.

Guillaume II de Briouze († 1192-1193), 3e seigneur (ou lord) de Bramber, est un seigneur des marches galloises de la période anglo-normande. Il assura à la famille de Briouze une position dominante dans ce territoire. Outre les possessions de sa famille dans le Sussex et le Devon, Guillaume avait hérité de son père Philippe des seigneuries de Radnor et de Builth, au Pays de Galles. Par un mariage très avantageux, il étendit ses possessions galloises, avec les importantes seigneuries de Brecon et d’Abergavenny.
Guillaume resta loyal au roi Étienne pendant la guerre civile, et obtint des charges royales sous le règne de Henri II, qu'il accompagna dans ses campagnes militaires en France et en Irlande : il devint ainsi shérif du Herefordshire de 1173 à 1175. La puissance de sa famille connut son apogée avec son fils, Guillaume, sous les règnes de Richard Cœur de Lion et du roi Jean.

## La famille et ses terres
Guillaume était le fils aîné de Philippe de Briouze, lord de Bramberet de sa femme Aenor, fille de Juhel de Totnes. Il était le troisième dans la lignée anglo-normande des Briouze fondée par son grand-père Guillaume. À la mort de son père, entre 1134 et 1155, Guillaume hérita des titres, terres et châteaux du Sussex, dont le siège était Bramber. Il détenait également les seigneuries de Radnor et Builth dans les marches galloises. Il confirma les libéralités de son père et de son grand-père envers l’abbaye de Saint-Florent en Anjou et même les augmenta de nouvelles donations au prieuré de Sele. En 1158, il promit au roi de lui payer une amende de 1000 marcs pour entrer en possession de la moitié du fief de Barnstaple dans le Devon (devant un service militaire annuel de 28 chevaliers), qui constituait son héritage maternel. À sa mort, il devait encore 430 marcs.
Lorsque le pape Adrien IV demanda à l'archevêque Thibaut du Bec d’enquêter sur le passé d'un certain Gautier, chanoine de Saint-Ruf, sa réponse, datée de 1154/59, fut :
« Les faits que vous exigez ne requièrent que peu de recherche ; car ils resplendissent tant on ne peut les cacher ; si grand est l'éclat de sa noble naissance et la gloire de sa famille. Car Gautier, comme les faits le prouvent, est le fils d'un distingué chevalier, né d'une mère noble par une union legitime, et il est étroitement lié par le sang au noble Guillaume de Braose ».
Guillaume avait épousé en 1150 Berthe, fille de Miles de Gloucester et de Sybille de Neuf-Marché. Les quatre frères de Berthe moururent sans descendance, si bien que sa femme devint cohéritière du patrimoine familial, et le mariage de Guillaume devint une excellente affaire. C'est ainsi qu'il prît, en 1166, le contrôle des seigneuries galloises de Brecon et d’Abergavenny au nom de sa femme,. Ces gains territoriaux augmentèrent considérablement l'autorité et le revenu des seigneurs de Briouze : maîtres d'un vaste territoire d'un seul tenant dans les marches galloises, ils étaient aussi de gros propriétaires dans les comtés de Sussex et de Devon. Les filles de Guillaume firent de bons mariages ; l'union de Sibylle avec Guillaume (II) de Ferrers, comte de Derby démontre que les Briouze jouissent d'un important statut dans le royaume. Le fils et héritier de Guillaume, Guillaume III de Briouze, s'imposa comme l'une des principales figures de la scène politique anglaise sous le règne du roi Jean.

## Au service du roi
Mathilde l'Emperesse, seule héritière légitime d'Henri Ier, avait débarqué en Angleterre en 1139 afin de faire valoir ses prétentions au trône. Elle fut bientôt assiégée par l'armée d’Étienne de Blois au château d'Arundel. Étienne accorda un sauf-conduit à Mathilde pour Bristol et lui donna une escorte, qui comptait dans ses rangs Guillaume de Briouze, ce qui suggère que ce dernier était déjà un partisan du roi Étienne. Guillaume était présent lors de la signature des trois chartes par Étienne à Lewes (1148–53) ; il paraît donc être resté loyal au roi jusqu'au traité de Wallingford, qui mit un terme aux hostilités.
Guillaume était dans le Sussex en 1153, mais en 1154, il suivit le duc Henri, le futur roi Henri II, en Normandie. Guillaume est souvent dans l'entourage du roi : il est l'un des chefs militaires partisans d'Henri à Rhuddlan en 1157. Il est témoin de la signature des capitulations de Romsey en 1158, est présent à la cour en Wiltshire en 1164, lors de la signature des Constitutions de Clarendon. Il accompagne le roi lors de son expédition en France : sa présence est attestée à Lyons-la-Forêt en 1161 et à Chinon en 1162 ; lors de la campagne d'Irlande à Dublin en 1171 et Wexford en 1172. Le frère cadet de Guillaume, Philippe, accompagnait lui aussi le roi en Irlande, et il demeura en garnison à Wexford. En 1177, le roi promit à Philippe l'ancien royaume de Limerick si ce dernier était capable de le conquérir. Mais sa tentative échoua car les habitants, s'attendant à la défaite, préférèrent incendier la ville.
Lorsque Henri dut combattre ses fils en 1173, Guillaume fut nommé shérif du Herefordshire à Pâques et conserva ces fonctions jusqu'en 1175,.

## Dernières années
Le roi Henri retira sa faveur à cette famille après que le fils de Guillaume eut fait assassiner Seisyll ap Dyfnwal et d’autres princes gallois à Abergavenny en 1176. On ne voit plus Guillaume reparaître à la Cour ensuite : il est probable qu'il se soit retiré sur ses terres du Sussex[réf. nécessaire]. Guillaume mourut en 1192-1193 et son fils Guillaume prit sa succession : il obtint la faveur de Richard Cœur-de-Lion et du roi Jean, et s'imposa sous leurs règnes comme le plus puissant seigneur des Marches galloises.

## Traduction
- (en) Cet article est partiellement ou en totalité issu de l’article de Wikipédia en anglais intitulé « William de Braose, 3rd Lord of Bramber » (voir la liste des auteurs).